# Porto Vitória
Porto Vitória ist ein brasilianisches Munizip im Süden des Bundesstaats Paraná. Es hat 3562 Einwohner (2022), die sich Porto-Vitorienser nennen. Seine Fläche beträgt 213 km². Es liegt 780 Meter über dem Meeresspiegel.

## Etymologie
Der Name Porto Vitória bedeutet auf Deutsch Siegeshafen. Der Ort trug ihn schon bei der Erhebung zum Distrikt im Jahr 1951. Er wurde vom Namen des Muttermunizips União da Vitória abgeleitet.

## Geschichte

### Erkundung durch Erste Tibaji-Expedition
Im Jahr 1750 wurden im Vertrag von Madrid die Grenzen zwischen den spanischen und portugiesischen Gebieten festgelegt. Dieser Vertrag wurde jedoch durch den Vertrag von El Pardo im Jahr 1761 aufgehoben und das Uti-possidetis-Prinzip trat in Kraft. Das von den Portugiesen kolonisierte Gebiet würde zu Portugal gehören und das von den Spaniern kolonisierte Gebiet zu Spanien.
Der Generalkapitän des Kapitanats São Paulo, Luís António de Sousa Botelho Mourão, 4. Morgado de Mateus, wollte die Grenzen zum spanischen Gebiet am La Plata mittels Expeditionen festlegen. Es handelte sich um sechs Expeditionen, die die Nebenflüsse des Paraná, den Ivaí, den Piquirí und den  Iguaçu hinunterfuhren. Man nannte sie die Tibagi-Expeditionen nach dem Nebenfluss des Paranapanema, so dass die Spanier dachten, sie seien weit weg von der Grenze, in der Nähe von São Paulo.
Die erste Expedition bestand aus 30 Mann. Sie wurde von Leutnant Domingos Lopes Cascais geleitet, sein Korporal war Bruno da Costa Filgueiras. Sie fuhren den Registro-Fluss hinunter, um seinen Verlauf zu erkunden. Der Rio do Registro ist der Iguaçu, der auch Rio Grande de Curitiba, Rio Grande do Registro oder einfach Registro genannt wurde. Der Name rührt daher, dass es in der Nähe von Lapa ein Registro, d. h. eine Mautstelle zur Erhebung der Abgaben der Tropeiros gab.
Die Expedition brach am 6. Dezember 1768 vom Hafen Nossa Senhora de Caiacanga auf, dem heutigen Porto Amazonas in der Nähe von Curitiba. Sie dauerte 3 Monate. Es ging bis zur Engstelle bei Cruz Machado. Domingos Lopes Cascais kehrte krankheitsbedingt nach Curitiba zurück und überließ Bruno da Costa Filgueiras das provisorische Kommando, der die Expedition entlang von Iguaçu, Rio Potinga und Rio Timbó fortsetzte.
Ein Auszug aus dem Tagebuch von Bruno da Costa Filgueiras berichtet: "Nach etwa zehn Léguas trafen wir auf eine Steinplatte, die den ganzen Fluss überquerte. Sie verhinderte die Durchfahrt von Kanus. Daran erkannten wir, dass wir an den Stromschnellen angekommen waren, die durch dieses Zeichen von Alters her markiert sind. Wir gingen auf der linken Seite des Flusses weiter und untersuchten die aufeinander folgenden Wasserfälle. Wir sahen, dass sie umfangreicher waren, als die Nachrichten von den Alten besagt hatten. Also beschloss ich, die Leute zu teilen. Einige ließ ich in diesem Hafen zurück und andere ließ ich an Land gehen und den Fluss untersuchen, um das Ende der Stromschnellen zu erreichen. Ich ließ die Zurückbleibenden zwei Alqueires roden, um Mais zu säen. Das erwies sich als fruchtlos, denn als wir von flussabwärts zurückkamen, war die Zeit der Aussaat vorüber und die Männer hatten das Saatgut selbst verzehrt."

### Erhebung zum Munizip
Porto Vitória wurde durch das Staatsgesetz Nr. 4788 vom 29. November 1963 aus União da Vitória ausgegliedert und in den Rang eines Munizips erhoben. Es wurde am 14. Dezember 1964 als Munizip installiert.

## Geografie

### Fläche und Lage
Porto Vitória liegt auf dem Segundo Planalto Paranaense (der Zweiten oder Ponta-Grossa-Hochebene von Paraná) am Übergang zum Terceiro Planalto Paranaense. Seine Fläche beträgt 213 km². Es liegt auf einer Höhe von 780 Metern.

### Vegetation
Das Biom von Porto Vitória ist Mata Atlântica.

### Klima
Das Klima ist gemäßigt warm. Es werden hohe Niederschlagsmengen verzeichnet (1411 mm pro Jahr). Im Jahresdurchschnitt liegt die Temperatur bei 17,2 °C. Die Klimaklassifikation nach Köppen und Geiger lautet Cfb.

### Gewässer
Porto Vitória liegt im Einzugsgebiet des Iguaçú, der die nördliche Grenze des Munizips bestimmt. Sein linker Nebenfluss Rio Jangada bildet die westliche Grenze zu Bituruna. Der Rio Espingarda fließt von Süd nach Nord durch das Munizipgebiet und mündet dann von links in den Iguaçú.

### Straßen
Porto Vitória liegt an der PR-466 von Bituruna nach União da Vitória.

### Nachbarmunizipien
|          |                                             |                  |
| Bituruna | Kompassrose, die auf Nachbargemeinden zeigt |                  |
|          | General Carneiro                            | União da Vitória |

## Stadtverwaltung
Bürgermeisterin: Marisa de Fátima Ilkiu de Souza, PSD (2021–2024)
Vizebürgermeister: Gerson Roberto Werle, PSD (2021–2024)

## Demografie

### Bevölkerungsentwicklung
| Jahr | Einwohner | Stadt | Land |
| ---- | --------- | ----- | ---- |
| 1970 | 3.104     | 22 %  | 78 % |
| 1980 | 3.520     | 43 %  | 57 % |
| 1991 | 3.772     | 49 %  | 51 % |
| 2000 | 4.051     | 55 %  | 45 % |
| 2010 | 4.020     | 56 %  | 44 % |
| 2022 | 3.562     |       |      |

Quelle: IBGE, bis 2010: Volkszählungen und Volkszählung 2022

### Ethnische Zusammensetzung
| Gruppe * | 1991    | 2000    | 2010    | wer sich als …                                                                   |
| --- | ------- | ------- | ------- | -------------------------------------------------------------------------------- |
| Weiße | 68,0 %  | 95,0 %  | 74,5 %  | weiß bezeichnet                                                                  |
| Schwarze | 1,1 %   | 0,7 %   | 2,8 %   | schwarz bezeichnet                                                               |
| Gelbe | 0,0 %   | 0,0 %   | 0,4 %   | von fernöstlicher Herkunft wie japanisch, chinesisch, koreanisch etc. bezeichnet |
| Braune | 30,9 %  | 3,9 %   | 22,3 %  | braun oder als Mischung aus mehreren Gruppen bezeichnet                          |
| Indigene | 0,0 %   | 0,0 %   | 0,0 %   | Ureinwohner oder Indio bezeichnet                                                |
| ohne Angabe | 0,0 %   | 0,4 %   | 0,0 %   |                                                                                  |
| Gesamt | 100,0 % | 100,0 % | 100,0 % |                                                                                  |
| *) Das IBGE verwendet für Volkszählungen ausschließlich diese fünf Gruppen. Es verzichtet bewusst auf Erläuterungen. Die Zugehörigkeit wird vom Einwohner selbst festgelegt. |         |         |         |                                                                                  |

Quelle: IBGE (Stand: 1991, 2000 und 2010)